# Крейг, Джеймс (военный)
Сэр Джеймс Генри Крейг (англ. James Henry Craig; 1748—1812) — британский военный и государственный деятель.

## Биография
Родился в 1748 году, происходил из шотландской семьи, его отец был членом гражданского и военного судов в британской крепости Гибралтар.
В возрасте 15 лет Джеймс был зачислен прапорщиком в 30-й (Кембриджширский) пехотный полк. Вице-губернатор Гибралтара, полковник Роберт Бойд (Robert Boyd), в 1770 году одобрил его продвижение в адъютанты военного лагеря, что позволило Крейгу впоследствии взять на себя командование ротой в 47-м (Ланкаширском) пехотном полку, дислоцированном в британских колониях на восточном побережье Северной Америки.
После начала в 1775 году войны за независимость США, Джеймс Крейг принял участие в битве при Банкер-Хилле, где был тяжело ранен, но отказался покинуть поле боя; участвовал в битве при Квебеке и последующей его обороне в 1776 году; битве Battle of Trois-Rivières в 1776 году. В 1777 году он был дважды ранен: во время осады форта Тикондерога и во время битвы Battle of Hubbardton. В этом же году участвовал а битве при Саратоге, в которой генерал-майор Джон Бергойн, высоко оценил заслуги Крейга и в знак признания за службу рекомендовал его в чин майора 82-го пехотного полка (добровольцев принца Уэльского). С 1778 по 1781 год Крейг служил в этом же полку в Новой Шотландии, участвовал в экспедиции на Пенобскот, затем продолжил службу в Северной Каролине. Участвуя в этих сражениях в составе лёгкой пехоты, он быстро продвигался по службе, что стало результатом его инициативы и находчивости.
После повышения в звании до подполковника в 1781 году, Джеймс Крейг стал вице-губернатором Гернси в 1793 году, а затем — генерал-адъютантом армии Нидерландов герцога Йоркского в 1794 году, позже получив звание генерал-майора. В 1794—1795 годах Нидерланды были захвачены революционными армиями новой Французской республики, а принц Вильгельм V Оранский стал беженцем в Англии. Британские силы под командованием генерала сэра Джеймса Крейга отправились в Кейптаун, чтобы обезопасить колонию от французов, участвовал во вторжении в Капскую колонию. В 1795 году Крейг служил у вице-адмирала виконта Кейта и генерал-майора Алуреда Кларка в оккупированной Капской колонии, где стал губернатором нового владения и оставался на этом посту до 1797 года, за что получил британский орден Бани. В 1797 году Крейг отправился в Мадрас и участвовал в боевых действиях в Бенгальском регионе Индии, за что в январе 1801 года был произведен в генерал-лейтенанты. После этого вернулся в Англию и в течение трех лет служил в качестве командующего Восточным военным округом.
В 1805 году, несмотря на слабое здоровье, Крейг был назначен командовать британскими войсками, посланными в Неаполь, но после непродолжительной оккупации его миссия была прервана после известия о поражении Австрии в битве при Ульме.
С 1807 по 1811 год Крейг одновременно занимал должности генерал-губернатора Канады и вице-губернатора Нижней Канады с 1807 по 1811 год. В числе своих задач пытался поощрять иммиграцию из Великобритании и Соединенных Штатов в надежде сделать французов меньшинством. В 1809 году он нанял бывшего офицера армии США по имени Джон Генри, чтобы выяснить, желают ли федералисты Новой Англии отделения от Соединенных Штатов, однако Британия не стремились к возврату Новой Англии. Не получив вознаграждения за свою работу, Джон Генри продал собранные данные президенту США Джеймсу Мэдисону за 50000 долларов и отбыл во Францию.
Умер Джеймс Крейг 12 января 1812 года.